# 京能清潔能源
北京京能清潔能源電力股份有限公司，簡稱北京京能清潔能源電力股份、北京京能清潔能源電力、京能清潔能源電力股份、京能清潔能源，以及京能清潔能源電力（英語：Beijing Jingneng Clean Energy Co., Limited，港交所：0579），在1993年當時北京市政府設立，當時名為「北京能源投资公司」，現時為北京能源投資（集團）有限公司旗下上市公司。
現時在中國內地經營燃气及风力发电，以及中小型水力发电及其他清洁能源发电业务。
2011年6月，京能清潔能源在香港進行公開招股，招股價為1.63至2.08港元，全球發售2,357,124,000股H股，集資額最多為4,902,817,920港元，計劃在2011年7月8日於香港交易所主板上市。但上市計劃因為受到市況波動影響而押後。2011年12月，京能清潔能源再次進行招股，招股價為1.59至1.75港元，全球發售股份為1,135,420,000股H股，集資額最多為2,000,000,000港元，在2011年12月22日於香港交易所主板上市，而主要基礎投資者包括巴克萊銀行、上海電氣、北京控股等。京能清潔能源再終招股價訂在1.67元。
公司總部位於北京市朝陽區西壩河路6號7/8樓。

## 連結
- JNCEC.com（页面存档备份，存于）